# Малхар Рао II
Малхар Рао II (гінді मल्हार राव होलकर; 1806 —27 жовтня 1833) — магараджа Індаура у 1811–1833 роках. Низка дослідників рахує його як Малхар Рао III. Повне ім'я Алі Джах Зубдат аль-Умара Багадур аль-Мульк Фарзанд-і-Арджманд (Висока Гідність, Найзвитяжніший, Герой імперії, Син шляхетного, Помічник у війні) Шрімант Малхар Рао Холкар

## Життєпис
Походив з династії Холкарів. Син магараджи і чакравартіна Ясвант Рао I та наложниці Крішна Баї. Народився 1806 року в Бганпурі. Потім був всиновлений законною дружиною батька Тулсі Баї Сагіб для забезпечення прав спадкування. 1811 року після раптової смерті батька отримав владу в державі. Проте фактичну владу мала регентша Тулсі Баї, внутрішня політика якої швидка зустріла незадоволення через намагання збирати податків з усіх верств населення. 
1815 року було викрито змову Дхарама Кунвара і Баларам Сета за допомогою афганців і піндарі (індусів-найманців) повалити магараджу і регентшу, але змовників було схоплено й страчено. Невдовзі за цим Малхар Рао II прийняв титули магараджахіраджа (цар царів) і раджа-раджешвар. 1816 року в союзі з Мухаммадом Амір-ханом, очільником загону піндарі, вдалося завдати поразки Даулат Рао Скіндії, магараджи Гваліору, і Бгім Сінґху, магараджи Салумбару, які вимушені були визнати зверхність Індауру над Меварським князівством.
1817 року в умовах початку нової війни між пешвою і британцями Абудл Гафур-хан, що очолював піндарі, таємно змовився з останніми. також на бік Британської Ост-Індської компанії готова була перейти Тулсі Баї. Але сам магараджа виступив на боці пешви, втім 20 грудні того ж року в битві біля Магідпуру внаслідок зради Гафур-хана зазнав поразки. На дяку Гафур-хан отримав від британців володіння Джаора з титулом наваб. 6 січня 1818 року Малхар Рао II уклав з Компанією Мандасорський договір, що визнавав відмову від претензії на будь-які землі в Раджастані, втрачалися володіння Холкарів на південь від річки Нармада, скорочувалася армія Індауру. Спротив цьому намагалася чинити Бгіма Баї, сестра магараджи Індауру, розпочавши партизанську війну, проте протягом декількох місяців зазнала поразки.
3 листопада 1818 року Малхар Рао II уклав субсідіарний договір та погодився на встановлення британської резидентуру в Індаурі. Цим фактично було визнано протекторат Британської Ост-Індської компанії. Передав управління державою Тантією Джогу, який збільшив державні доходи з 500 тис. до 2,7 млн. рупій. 1819 року придушив повстання стриєчного брата Харі Рао, якого запроторив до фортеці. 
1826 року після смерті тантії ДЖоги управління погіршилося, збільшилися видатки магараджи, що витрачав їх на своїх фаворитів. Зрештою Малхар Рао II було вбито 1833 року. Владу перебрав його небіж Мартанд Рао.